# Острово (Пожаревац)
Острово је насеље у Србији у градској општини Костолац, града Пожаревца у Браничевском округу. Према попису из 2022. било је 506 становника.

## Име
По предању име Острово настало будући да је Аустријанцима било тешко да изговоре острво, па су изменили. Временом се ово усталило и међу месним живљем.

## Природне одлике
Острово је село на дунавској ади на само 5 km од Костолца. Са леве стране села протиче Дунав док је са десне стране Дунавац - рукавац који ово село одваја од копна и једино је село у Србији које се налази на Острву.

## Историјат
У ранија времена данашњи Дунавац, тј. некадашњи рукавац Дунава који данас дели село и аду Острово од Средишње Србије, је било јачи од главног тока реке. Због тога је Острово током историје више било окренуто северу, тј. припадало је Банату и са њим је делило судбину. Тако је током времена аустријске владавине Панонијом Острово припадало њој, иако је било ближе Турском царству, а касније Србији.
Аустријски царски ревизор Ерлер је 1774. године констатовао да место припада Панчевачком дистрикту. Село има милитарски статус а становништво је било српско.
Године 1801. јавља се као претплатник једне српске књиге Павел Лазић из Острова, на Дунаву. Пренумеранти 1809. године били су поп Павел Лазић и Јован Суботић иберрајтер.
Када је укинута Банатска војна граница пописано је становништво. У Острову је 1873. године било пет Шваба и 973 Срба, што укупно износи 978 становника.
Осамдесетих година 19. века у Острову је живело око 2000 становника, махом Срба. Свештеник, учитељ, бележник општински и један трговац "грк" су једина интелигенција тог острвског села. Ту се налазила мала гранична постаја Аустроугарске, са граничарима. Сељани су обележавали славе "Четрдесет мученика" и "Духови" на традиционалан српски начин. Ту је постојала православна црква и о један свештеник. После смрти старог пароха, много се администратора привремених променило, међу којима је било и калуђера, док није дошао поп Владимир Чабовић. Против њега су се мештани жалили проти Васи Живковићу у Панчеву.
Приложили су 1894. године мештани Острова у хуманитарне сврхе 4 ф. Учестовали су поп Арсеније Литричин администратор парохије, Коста Јунгић учитељ и Православна српска црквена благајна.
Село Острово је било једино стално насељено дунавско острво код нас. Около на обали Дунава су дрвореди, а у средини обрађена поља и ушорено село. Село је било познато као мирно место, где су сви у неком сродству и где дуго није било криминала.
Острво је било ада све до 1941. године, када су немачки окупатори током Другог светског рата, користећи костолачке руднике, од јаловине преградили дотадашњи Дунавац. Касније туда прошао савремени пут, који је повезао село са Пожаревцом и Костолцом. Тада је насеље пребачено из ковинске у пожаревачку општину.
Пре изградње насипа током 1960их година село је често било плављено изливањем Дунава из свог корита.
И поред свега, село Остово је задржало „војвођански изглед“ (ушорене улице, куће „на лакат“), а такође и даље припада Банатском владичанству.

## Демографија
У насељу Острово живи 575 пунолетних становника, а просечна старост становништва износи 43,8 година (43,4 код мушкараца и 44,1 код жена). У насељу има 210 домаћинстава, а просечан број чланова по домаћинству је 3,26.
Ово насеље је углавном насељено Србима (према попису из 2002. године), а у последња три пописа, примећен је пад у броју становника.
|  |

| Демографија | Демографија | Демографија |
| Година      | Становника  | Становника  |
| ----------- | ----------- | ----------- |
| 1948.       | 1.150       |             |
| 1953.       | 1.209       |             |
| 1961.       | 1.707       |             |
| 1971.       | 1.716       |             |
| 1981.       | 877         |             |
| 1991.       | 798         | 771         |
| 2002.       | 685         | 719         |
| 2011.       | 646         |             |

| Етнички састав према попису из 2002.‍ | Етнички састав према попису из 2002.‍ | Етнички састав према попису из 2002.‍ | Етнички састав према попису из 2002.‍ | Етнички састав према попису из 2002.‍ |
| ------------------------------------ | ------------------------------------ | ------------------------------------ | ------------------------------------ | ------------------------------------ |
|                                      |                                      |                                      |                                      |                                      |
| Срби                                 | Срби                                 |                                      | 583                                  | 85,10%                               |
| Мађари                               | Мађари                               |                                      | 3                                    | 0,43%                                |
| Македонци                            | Македонци                            |                                      | 3                                    | 0,43%                                |
| Црногорци                            | Црногорци                            |                                      | 1                                    | 0,14%                                |
| непознато                            | непознато                            |                                      | 95                                   | 13,86%                               |

| Година пописа     | 1948. | 1953. | 1961. | 1971. | 1981. | 1991. | 2002. |
| ----------------- | ----- | ----- | ----- | ----- | ----- | ----- | ----- |
| Број домаћинстава | 278   | 326   | 432   | 445   | 232   | 220   | 210   |

| Број чланова      | 1  | 2  | 3  | 4  | 5  | 6  | 7 | 8 | 9 | 10 и више | Просек |
| ----------------- | -- | -- | -- | -- | -- | -- | - | - | - | --------- | ------ |
| Број домаћинстава | 39 | 51 | 28 | 35 | 33 | 17 | 5 | 0 | 2 | 0         | 3,26   |

| Пол    | Укупно | Неожењен/Неудата | Ожењен/Удата | Удовац/Удовица | Разведен/Разведена | Непознато |
| ------ | ------ | ---------------- | ------------ | -------------- | ------------------ | --------- |
| Мушки  | 302    | 90               | 184          | 19             | 8                  | 1         |
| Женски | 294    | 50               | 182          | 57             | 5                  | 0         |
| УКУПНО | 596    | 140              | 366          | 76             | 13                 | 1         |

| Пол    | Укупно                    | Пољопривреда, лов и шумарство | Рибарство                            | Вађење руде и камена | Прерађивачка индустрија       |
| ------ | ------------------------- | ----------------------------- | ------------------------------------ | -------------------- | ----------------------------- |
| Мушки  | 165                       | 19                            | 0                                    | 80                   | 6                             |
| Женски | 65                        | 17                            | 0                                    | 9                    | 2                             |
| УКУПНО | 230                       | 36                            | 0                                    | 89                   | 8                             |
| Пол    | Производња и снабдевање   | Грађевинарство                | Трговина                             | Хотели и ресторани   | Саобраћај, складиштење и везе |
| Мушки  | 31                        | 5                             | 1                                    | 2                    | 8                             |
| Женски | 3                         | 1                             | 7                                    | 11                   | 1                             |
| УКУПНО | 34                        | 6                             | 8                                    | 13                   | 9                             |
| Пол    | Финансијско посредовање   | Некретнине                    | Државна управа и одбрана             | Образовање           | Здравствени и социјални рад   |
| Мушки  | 0                         | 0                             | 2                                    | 1                    | 0                             |
| Женски | 0                         | 2                             | 1                                    | 2                    | 4                             |
| УКУПНО | 0                         | 2                             | 3                                    | 3                    | 4                             |
| Пол    | Остале услужне активности | Приватна домаћинства          | Екстериторијалне организације и тела | Непознато            | Непознато                     |
| Мушки  | 1                         | 0                             | 0                                    | 9                    | 9                             |
| Женски | 1                         | 0                             | 0                                    | 4                    | 4                             |
| УКУПНО | 2                         | 0                             | 0                                    | 13                   | 13                            |

## Привреда
Острово је познато и као једно од првих села за које се знало да је крајем Другог светског рата имало производњу свиле (свилених буба). Становништво се данас претежно бави пољопривредом, производњом шећерне репе, кукуруза и пшенице.